# Alojas pagasts
Alojas pagasts er en territorial enhed i Alojas novads i Letland. Pagasten havde 1.010 indbyggere i 2010 og omfatter et areal på 179,20 kvadratkilometer. Hovedbyen i pagasten er Aloja.